# سالاد سفید برفی
سالاد اسنژانکا یا سالاد سفید برفی (بلغاری: салата Снежанка) یک سالاد سنتی بلغاری است که از ماست چکیده، خیار، سیر، نمک، معمولاً روغن پخت و پز، شوید، فلفل دلمه ای، گردو و جعفری تهیه می‌شود. گاهی اوقات به آن سالاد شیر (млечна салата, mlechna salata) یا سالاد خشک تاراتور (сух таратор салата, suh tarator salata) می‌گویند.
سالاد اسنژانکا (سفید برفی) نام خود را از شخصیت افسانه ای سفید برفی گرفته‌است. دلیل نامگذاری این سالاد، رنگ سفید غالب سالاد است.